# Stepanivka, Cemerivți
Stepanivka (în ucraineană Степанівка) este o comună în raionul Cemerivți, regiunea Hmelnîțkîi, Ucraina, formată numai din satul de reședință.

## Demografie
Componența lingvistică a comunei Stepanivka
     Ucraineană (99,6%)
     Alte limbi (0,4%)
Conform recensământului din 2001, majoritatea populației comunei Stepanivka era vorbitoare de ucraineană (99,6%), existând în minoritate și vorbitori de alte limbi.